# Kostel svaté Máří Magdaleny (Kunice)
Kostel sv. Máří Magdalény je gotický jednolodní kostel v obci Kunice. Je chráněn jako kulturní památka České republiky.

## Historie
Původní dřevěná kaple byla podle kroniky a nápisu v kostele postavena roku 970 za panovníka Boleslava II. Ve 13. století byl na místě kaple postaven románský kostel, který na počátku 14. století prošel raně gotickou přestavbou. Opravy kostela proběhly v letech 1680 a 1728, v roce 1793 byla postavena nová kostelní věž s barokní cibulovou střechou. Roku 1821 přibyl v kostele nový oltář, poté v letech 1850 a 1867 proběhly další opravy. Roku 1884 musela být kvůli prasklinám ve zdech kostelní klenba zpevněna železnými šlisnami. Celkové opravy se kostel dočkal mezi lety 1947 a 1949. Zřejmě během ní byl odhalen gotický portál v jižní zdi kostelní lodi. Mezi lety 1995 a 1996 byl kostel sv. Máří Magdalény opraven naposledy.
Původně byl kostel sv. Máří Magdalény farní. Nekatoličtí kněží, kteří zde působili v době husitských válek, byli roku 1621 vyhnáni, ale z důvodu nedostatku katolických kněží zůstala fara prázdná a nesloužily se zde mše. V této době docházelo k zabírání a rozprodávání pozemků, především filiálních kostelů, a tak i kostel sv. Máří Magdalény v Kunicích přišel o své pozemky.
Kunický kostel byl později přifařen k Uhříněvsi, poté k Říčanům a roku 1789 k Velkým Popovicím. Dnes však spadá kostel opět pod faru v Říčanech a mše je zde soužena jednou za měsíc.

## Stavba
Kostel je jednolodní, má obdélný půdorys, obdélnou sakristii a čtvercový presbytář, který je zaklenut jedním polem křížové žebrové klenby s jehlancovými konzolami. Žebra jsou prohloubena po hranách a podepírána jednoduchými krakorci. Terčový svorník je zdoben reliéfem hlavy Ježíše Krista. Triumfální oblouk je lomený, najdeme na něm nápis z roku 1884, pojednávající o založení a opravách kostela. V západním průčelí je hranolová věž, kterou se do kostela vchází. Věž má nízkou síň, nad kterou se nachází kruchta. Kostelní loď a podvěží jsou zaklenuty valenou klenbou s lunetami. V jižní zdi kostelní lodi je zazděn bohatě profilovaný lomený gotický portál. Okna kostela jsou polokruhově zakončená, fasádu člení lizény.

### Zvony
Dva zvony kunického kostela (umíráček z roku 1509, který pravděpodobně darovali páni z rodu Slavatů, a velký zvon z roku 1573 – bohatě zdobený, se znakem pana Zdeňka ze Šternberka na Blatné a Lnářích, pocházející z významné pražské dílny Brikcího z Cimperka) byly německou armádou za 2. světové války zrekvírovány. Naštěstí zvony nebyly zničeny a po válce se podařilo vrátit je zpět do kostela.

### Interiér
Zařízení interiéru je převážně novodobé. Autorem oltářního obrazu i jeho návrhu je Josef Scheiwl. V interiéru najdeme i velmi vzácnou pozdně gotickou sochu Madony, vytvořenou kolem roku 1500.

## Galerie

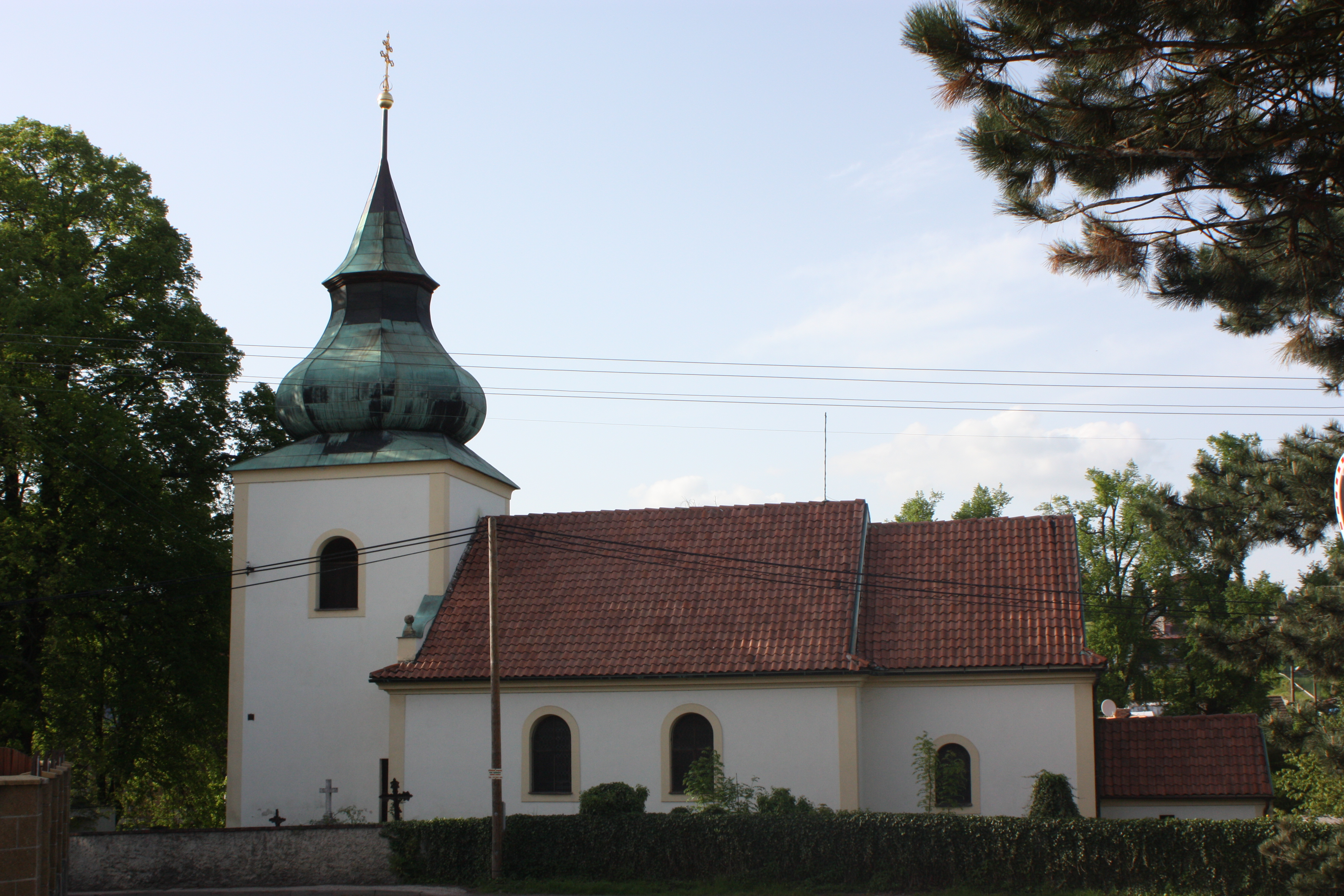
kostel sv. Máří Magdalény
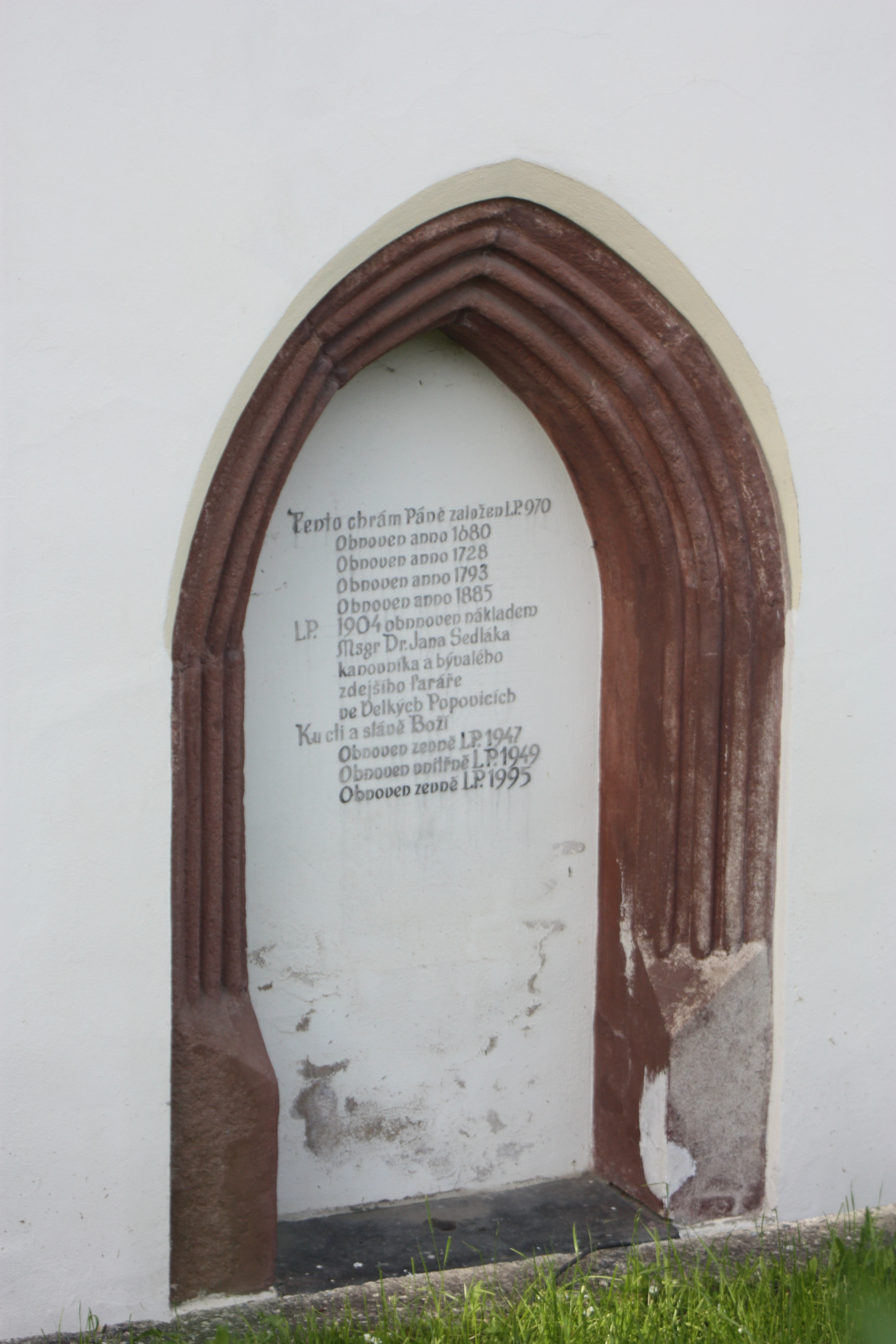
portál
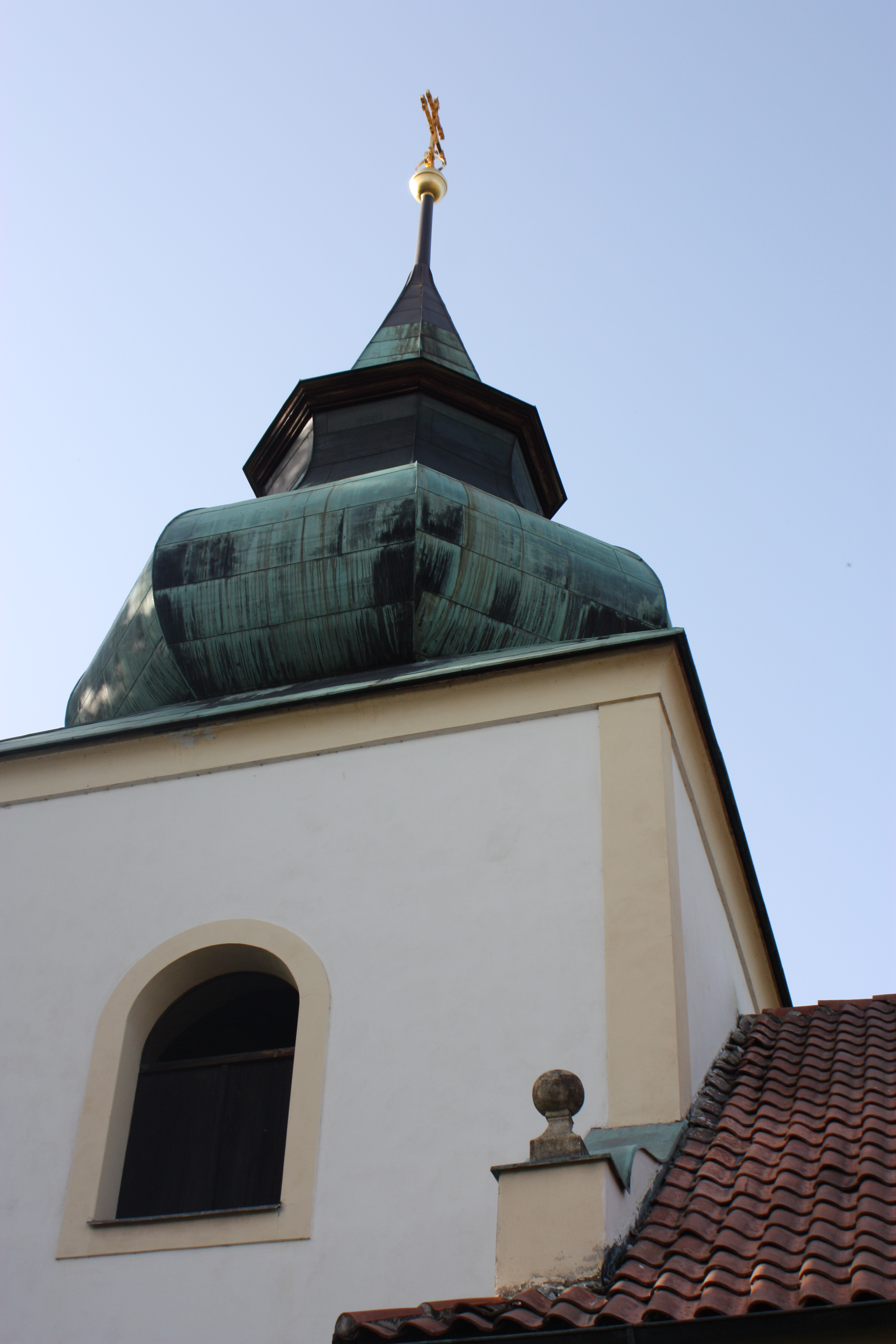
kostelní věž
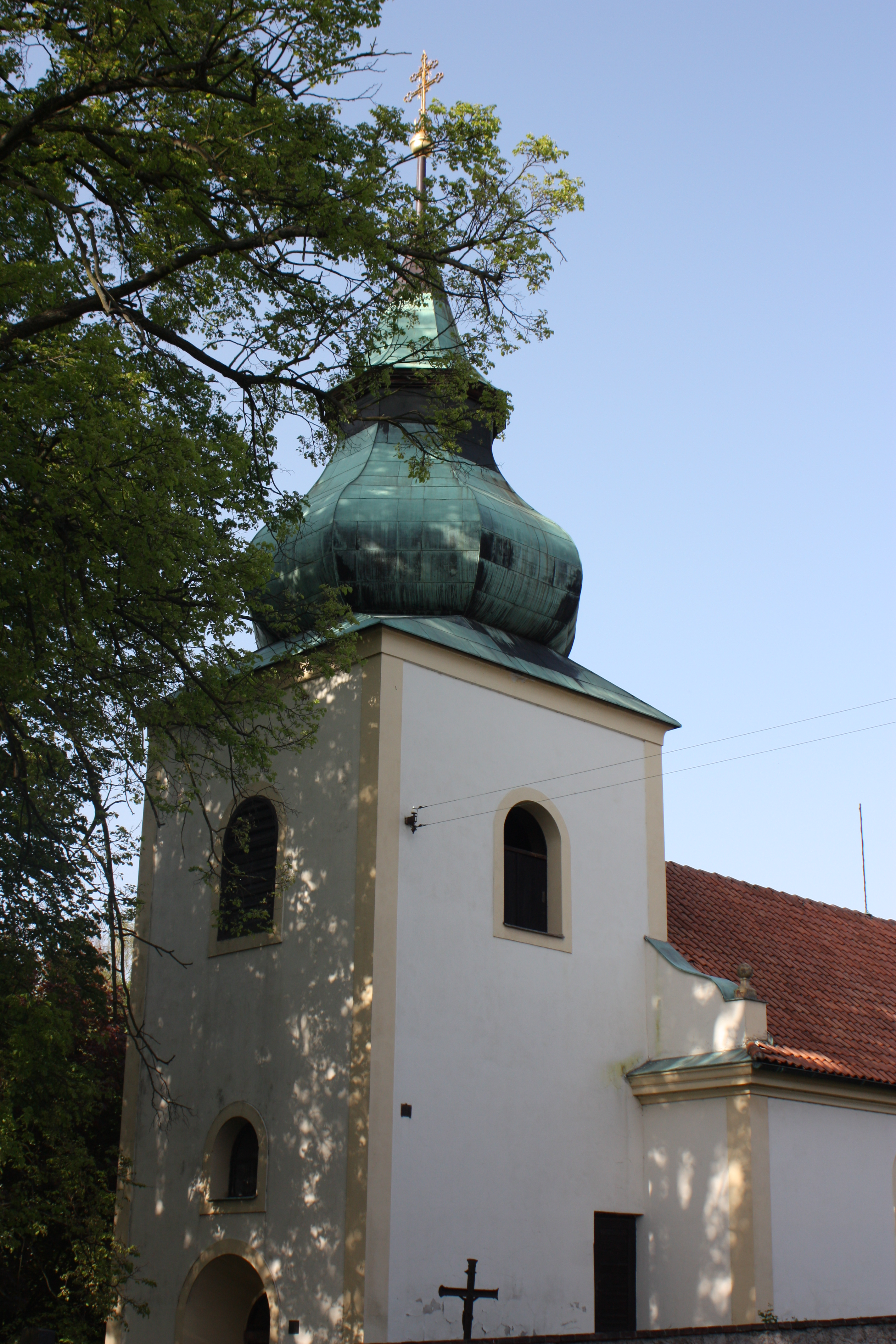
kostel sv. Máří Magdalény

### Externí webové zdroje
- Římskokatolická farnost Říčany > Filiální kostel sv. Máří Magdalény v Kunicích (archiv)
- http://www.krasnecesko.cz/lokality/12181-kostel-sv-mari-magdaleny-kunice-kostel.html
- https://www.kunice.cz/nase-obec/historie/kostel/